# Aiteta albignesia
Aiteta albignesia är en fjärilsart som beskrevs av W. Warren 1916. Aiteta albignesia ingår i släktet Aiteta och familjen trågspinnare. Inga underarter finns listade i Catalogue of Life.